# Мантія планети
Мантія — шар в надрах планет земної групи, що має товщину в декілька тисяч кілометрів, розташований між корою і ядром, що містить велику кількість важких елементів. 
Мантія утворюється в результаті диференціації первинної планетної речовини: важка металева частина утворює ядро планети, а легкі продукти плавлення формують кору планети. Відповідно до сучасних моделей мантія планет складена в основному перидотитами. Кора планет складається в основному з базальтів (на Землі значну частину кори складають граніти, і це одна з основних відмінностей нашої планети), вона містить більше легкоплавких елементів і має меншу, ніж мантія, густину.
Сейсмічними методами мантія вивчена на Місяці. Від земної мантії вона відрізняється меншою температурою і значно більшою жорсткістю. На глибині 1000 км фіксується шар знижених сейсмічних швидкостей, що може свідчити про часткове плавлення мантії, тобто він може бути схожий на земну астеносферу.
Для Марса було запропоновано багато моделей внутрішньої будови, які чекають перевірки безпосередніми сейсмічними експериментами. Передбачається, що, оскільки Марс перебуває на більшій відстані від Сонця, і речовина, з якого він утворився, осідала з туманності при менших температурах, то в цілому він містить більше заліза і сірки, ніж Земля. Тому передбачається, що марсіанське ядро складається з заліза й сірки, а мантія містить значно більше заліза. Через меншу силу тяжіння на Марсі діапазон тиску в мантії Марса набагато менший, ніж на Землі, а значить у ній менше фазових переходів. Передбачається, що фазовий перехід олівіну в шпінелеву модифікацію починається на досить великих глибинах — 800 км (на Землі — 400 км).
На Венері мантія гарячіша, ніж на Землі та замість тектоніки плит там переважають плюмові течії.
На Меркурії вся кора і значна частина мантії знищені інтенсивного метеоритного бомбардування[джерело?].